# Die Spielerin (1934)
Die Spielerin (Originaltitel: Gambling Lady) ist ein US-amerikanisches Filmdrama aus dem Jahr 1934 von Archie Mayo mit Barbara Stanwyck und Joel McCrea in den Hauptrollen. Der Pre-Code-Film wurde von Warner Bros. produziert.

## Handlung
Der Spieler Mike Lee will dem Druck eines Glücksspielsyndikats unter der Leitung von Jim Fallin nicht nachgeben, das von ihm verlangt, ein betrügerisches Spiel zu betreiben, und begeht Selbstmord. Charlie Lang, ein Spieler des Syndikats auf der Rennbahn, sammelt Geld für Mikes Tochter Jennifer Lady Lee und macht ihr einen Heiratsantrag, als er das Geld abgibt. Sie weist ihn freundlich ab, teils, weil er ein unehrliches Spiel spielt, teils, weil sie ihn nicht wirklich liebt. Er akzeptiert ihre Ablehnung, aber sie bleiben Freunde.
Da Jennifer einen Job braucht, bittet sie Fallin um eine Chance, für das Syndikat zu arbeiten, besteht aber darauf, dass sie nur bei ehrlichen Spielen mitspielen wird. Er bringt sie dazu, mit Geschäftsleuten aus der Park Avenue zu spielen. Jennifer wird sowohl finanziell als auch gesellschaftlich erfolgreich, insbesondere nachdem die Männer erfahren, dass sie ihre Spiele ehrlich gewinnt. Sie beeindruckt insbesondere einen Mann, den sie nur als Peter kennt und der ihren Vater gekannt hatte. Sie werden Freunde. Eines Abends, als sie auf einer Gesellschaftsparty spielt, trifft sie Garry Madison, dessen Flirts sie trotz seiner Anziehungskraft zurückweist. Ihr Interesse verwandelt sich jedoch in Abneigung, als ein privater Club überfallen wird, weil Garry naiverweise Männern, die er nicht kannte, erlaubte, ihn in den Club zu begleiten. Nachdem sie von Charlie gerettet wurde, überzeugt Garry Jennifer, dass er nichts mit dem Überfall zu tun hatte, und sie willigt ein, mit ihm tanzen zu gehen. Um seine Absicht zu beweisen, sie zu heiraten, bringt er sie nach Hause, um sie seinem Vater vorzustellen. Zunächst ist Jennifer nervös, entspannt sich aber, als sie erfährt, dass ihr alter Freund Peter Garrys Vater ist. Zu ihrer Überraschung bietet Peter ihr, als Garry den Raum verlässt, eine große Summe an, wenn sie zustimmt, seinen Sohn nicht zu heiraten. Verstört wendet sich Jennifer ab. Peter, wie immer ein leidenschaftlicher Spieler, bietet an, um Garry zu spielen. Jennifer gewinnt und heiratet Gerry. Die Ehe der beiden verläuft glücklich. Als Sheila Aiken, eine Freundin von Garry, aus Europa zurückkehrt, beschließt sie zu beweisen, dass Jennifer keine geeignete Ehefrau für Garry ist. Jennifer fordert Sheila zu einem Spiel heraus und gewinnt am Ende ihren Schmuck. Sowohl Sheila als auch Garry sind entsetzt, als sie erfahren, dass Jennifer beabsichtigt, den Schmuck zu behalten.
Charlie wird verhaftet und Jennifer bittet Garry um Geld, um die Kaution zu hinterlegen. Nachdem Garry ihre Bitte ablehnt, weil er auf ihre Freundschaft mit Charlie eifersüchtig ist, verpfändet sie Sheilas Schmuck. Charlie erzählt ihr, dass er Informationen über das Syndikat habe und plane, Fallin zu erpressen. Gerade als Jennifer Charlie erklärt, dass sie ihn nicht mehr sehen kann, kommt Garry herein und wirft ihn aus dem Haus. Nachdem er erfährt, dass sie Sheilas Juwelen verpfändet hat, rennt Garry Charlie hinterher, um den Pfandschein zu holen. Er kehrt in dieser Nacht nicht zurück und am nächsten Morgen erfährt Jennifer, dass Charlie tot ist und Garry des Mordes beschuldigt wird. Sie versucht, die Polizei davon zu überzeugen, dass das Syndikat Charlie ermordet hat, aber sie erfährt, dass Garry nicht aussagen will, wo er war, als der Mord geschah. Als Jennifer erkennt, dass Garry glaubte, sie sei in Charlie verliebt, vermutet sie, dass er die Nacht mit Sheila verbracht hat. Sie konfrontiert ihre Rivalin und erfährt, dass ihre Vermutungen wahr sind, Sheila Garry jedoch kein Alibi geben wird, es sei denn, Jennifer lässt sich von ihm scheiden. Um ihren Ehemann zu retten, stimmt sie Sheilas Forderungen zu. Peter ist fassungslos, als er erfährt, dass Jennifer nicht vorhat, Garry zu vergeben. Er beschuldigt sie, eine Glücksritterin zu sein. Als Peter jedoch ihr Verhalten nach der Scheidung beobachtet, beginnt er, die Wahrheit zu ahnen und entlockt Sheila mit Garrys Hilfe ein Geständnis. Garry und Peter finden Jennifer, die gerade nach Europa reisen will, und Garry und sie versöhnen sich.

## Hintergrund
Gedreht wurde der Film ab Ende November 1933 in den Warner-Studios in Burbank.
Anton Grot oblag die künstlerische Leitung. Orry-Kelly war für das Kostümbild zuständig. Frank X. Shaw arbeitete als Regieassistent, Henry Blanke als Produktionsleiter. Leo F. Forbstein dirigierte das Vitaphone-Orchester.

## Synchronisation
Die deutsche Synchronfassung entstand 1979.
| Rolle             | Schauspieler     | Deutscher Synchronsprecher |
| ----------------- | ---------------- | -------------------------- |
| Jennifer Lady Lee | Barbara Stanwyck | Heidi Treutler             |
| Garry Madison     | Joel McCrea      | Thomas Danneberg           |
| Charlie Lang      | Pat O’Brien      | Fred Klaus                 |
| Peter Madison     | C. Aubrey Smith  | Wolf Ackva                 |
| Mike Lee          | Robert Barrat    | Wolfgang Hess              |
| Jim Fallin        | Arthur Vinton    | Günther Flesch             |

## Veröffentlichung
Die Premiere des Films fand am 31. März 1934 statt. In der Bundesrepublik Deutschland wurde er am 21. Juni 1979 im deutschen Fernsehen ausgestrahlt.

## Kritiken
Der Filmkritiken-Aggregator Rotten Tomatoes hat in einer Auswertung ein Publikumsergebnis von 58 Prozent positiver Bewertungen ermittelt.
Mordaunt Hall von der The New York Times sah einen Film, der viel Action biete, aber wenig Glaubwürdigkeit. Barbara Stanwyck liefere eine angemessene Darstellung, Joel McCrea mache seine Sache gut, Claire Dodd sei charmant, aber eine Fehlbesetzung. C. Aubrey Smith sei ausgezeichnet als großzügiger Vater und Ferdinand Gottschalk sorge in einer Nebenrolle für Unterhaltung.
Die Variety lobte neben der guten Regie das intelligente Zurechtschneiden der Geschichte auf die Talente Barbara Stanwycks. Zwar weise die Geschichte einige Ungereimtheiten auf, doch sei sie recht unterhaltsam.
Helen Brown Norden vom Magazin Vanity Fair hingegen sah Barbara Stanwyck, eine der besten Schauspielerinnen, in einem der schlechtesten Filme.